# La Superba (traghetto)
La Superba è stata una nave traghetto, appartenuta dal 2002 al 2025 alla compagnia di navigazione italiana GNV.

## Caratteristiche
Al momento dell'entrata in servizio, La Superba era il più grande traghetto passeggeri in servizio nel Mediterraneo, ed uno dei più grandi al mondo; affiancato dal gemello La Suprema l’anno seguente, è stato superato nel 2008 dalla Cruise Roma della Grimaldi Lines. Costata circa 120 milioni di dollari, la nave poteva trasportare 2 920 passeggeri alloggiati in 567 cabine e 940 poltrone e 1 000 automobili distribuite su quattro garage, con una capacità totale di 2 800 metri lineari di carico.
I servizi di bordo erano paragonabili a quelli delle navi da crociera: la nave disponeva di un ristorante à la carte e di un self-service rispettivamente con 404 e 402 posti a sedere, sei bar, dei quali uno panoramico, piscine, palestra, idromassaggio, negozi, boutique, slot machine, sale da gioco, salotti per la lettura, teatro, cinema, discoteca da 176 posti e una cappella. Delle 567 cabine, 31 erano suites doppie, 6 erano suites presidenziali con balcone e 4 erano attrezzate per accogliere passeggeri disabili.

## Propulsione
La Superba era dotata di quattro motori Wärtsilä 16V46C, che sviluppavano una potenza complessiva di 67200 kW. Spinta da due linee d'assi, ognuno dei quali monta un'elica a passo variabile a quattro pale, poteva raggiungere una velocità massima di circa 31 nodi. La nave montava due bow thrusters a prua per una potenza complessiva di 3000 kW, mentre la corrente elettrica e i servizi di bordo erano garantiti da quattro generatori Wärtsilä che sviluppano, complessivamente, 9 360 kW.
Durante la navigazione, era solito usare solo due dei quattro motori principali e due dei quattro gruppi diesel-generatori, mentre per le manovre di ormeggio e disormeggio venivano utilizzati tutti e quattro i diesel/alternatori, in modo tale di garantire tutta la potenza elettrica disponibile sia alle eliche di manovra, sia a tutte le utenze elettriche tecniche-alberghiere.
La navigazione con tutti e quattro i motori principali avveniva solo in alcuni casi, tra cui emergenze sanitarie, condizioni meteo marine avverse e forti ritardi della nave.

## Servizio

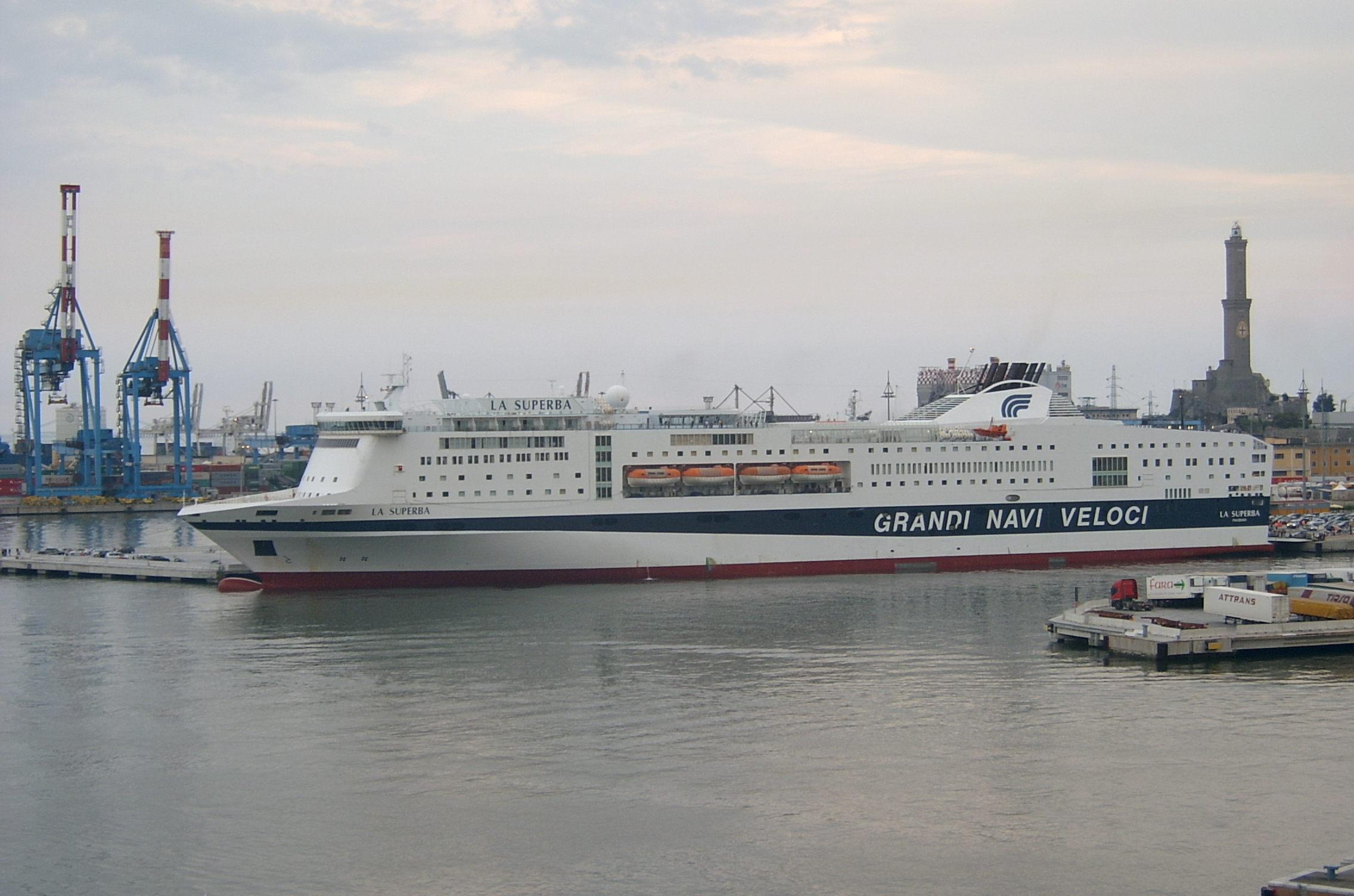
La Superba a Genova nel 2009 con la vecchia livrea.

La Superba fu varata ai Nuovi Cantieri Apuania nel giugno 2001. Dopo aver effettuato le prove in mare nel dicembre dello stesso anno, a marzo 2002 la nave fu consegnata a Grandi Navi Veloci, entrando in servizio tra Genova e Olbia. Negli anni seguenti la nave e la gemella La Suprema furono impiegate su diversi collegamenti della compagnia italiana, tra i quali la linea Genova-Palermo. Occasionalmente La Superba è stata utilizzata anche per mini-crociere nel Mediterraneo, soprattutto nel periodo di Capodanno.
Il 17 settembre 2004, alle ore 20:00, La Superba speronò il traghetto Nuraghes della Tirrenia di Navigazione, durante la fase di ormeggio nel porto di Olbia. Il Nuraghes riportò svariati danni a prua, alla console di comando, al posto di manovra e parzialmente verso poppa.  La colpa fu imputata al comando de La Superba, il quale non avrebbe richiesto il supporto del rimorchiatore nonostante il maltempo.
Il 22 dicembre 2009 un incendio scoppiò nella sala macchine del traghetto, ormeggiato nel porto di Genova. L'incendio venne rapidamente estinto dall'equipaggio e i 1570 passeggeri vennero trasbordati su un altro traghetto per il viaggio a Palermo.
Nel febbraio 2008 la compagnia vietnamita Vinashin Shipping si accordò con GNV per l'acquisto di entrambe le unità al termine della stagione estiva, ma il costo elevato delle due unità pose termine alla trattativa. La Superba e La Suprema rimasero quindi in servizio per GNV, continuando a essere impiegate nei collegamenti su Sicilia e Tunisia; La Superba prestava servizio sulla rotta Genova-Palermo nei mesi invernali e sulla Genova-Tunisi nei mesi estivi. Nel settembre 2020 viene utilizzata sulle rotte storiche Genova-Olbia e Genova-Porto Torres, tornando a servire la Sardegna dopo una decina d'anni.
La sera del 14 gennaio 2023 è scoppiato un incendio all'interno della stiva mentre la nave era ormeggiata nel porto di Palermo. Le 180 persone a bordo sono state fatte evacuare e non si è registrato alcun ferito, salvo alcune lievi intossicazioni; tuttavia la nave ha continuato a bruciare fino al 24 gennaio successivo, quando, dopo circa nove giorni, l'incendio è stato estinto definitivamente.
Nonostante la compagnia avesse inizialmente dichiarato la volontà di riparare il traghetto in seguito al grave incendio, a inizio giugno 2024, dopo oltre un anno di disarmo nel porto di Palermo, essa ne ha invece dichiarato la perdita totale costruttiva. Resta quindi in attesa del trasferimento in un cantiere che ne effettuerà la demolizione.
Il 23 luglio 2025 salpa da Palermo al traino del rimorchiatore MSC Dragon per Aliağa, dove viene spiaggiata il 29 luglio.

## Navi gemelle
- La Suprema